# Трифонов, Дмитрий Николаевич
Дми́трий Никола́евич Три́фонов (18 января 1932, Москва — 9 февраля 2010, Москва) — доктор химических наук, главный научный сотрудник Института истории естествознания и техники им. С. И. Вавилова РАН (ИИЕТ РАН). Известен как автор научно-популярных книг о химии.
Окончил химический факультет МГУ им. М. В. Ломоносова в 1954 году; работал в Издательстве Академии наук СССР; был старшим, затем ведущим научным сотрудником Института истории естествознания и техники им. С. И. Вавилова РАН. Председатель секции «История и методология химии» Российского химического общества им. Д. И. Менделеева.
Основные работы посвящены истории открытия химических элементов, развития учения о периодичности, изучению научного наследия Д. И. Менделеева.